# 腓特烈斯鲁厄
腓特烈斯鲁厄是德国梅克伦堡-前波莫瑞州的一个市镇。总面积34.66平方公里，总人口893人，其中男性439人，女性454人（2011年12月31日），人口密度26人/平方公里。